# ТЕЦ Районг TLP
12°47′38″ пн. ш. 101°11′57″ сх. д. / 12.79389° пн. ш. 101.19917° сх. д.
ТЕЦ Районг TLP (ТЕЦ EGCO cogeneration) — теплова електростанція у тайській провінції Районг.
В 2003 році на майданчику станції став до ладу парогазовий блок комбінованого циклу потужністю 117 МВт, в якому дві газові турбіни живили через відповідну кількість котлів-утилізаторів одну парову турбіну. Також ТЕЦ постачає індустріальним підприємствам технологічну пару в обсягах 30 тони на годину.
Для видалення продуктів згоряння кожній газовій турбіні був потрібен димар заввишки 40 метрів.
Вода для технологічних потреб постачається із водосховища Доккрай.  
Станція отримала 21-річний контракт на викуп 60 МВт потужності державною електроенергетичною компанією Electric Generating Authority of Thailand (EGAT), тоді як надлишкова електроенергія та. За усталеною практикою, по завершенні терміну контракту з EGAT відповідні потужності підлягають демонтажу або докорінній модернізації, яка зазвичай означає спорудження нових блоків. Як наслідок, в 2022-му розпочались будівельні роботи зі спорудження енергоблока потужністю 74 МВт, в якому одна газова турбіна живитиме через котел утилізатор одну парову турбіну. Виробітка пари очікується на рівні 35 тонн на годину. Введення цього об'єкту в експлуатацію планується на 2024 рік.
Як паливо станція споживає природний газ (можливо відзначити, що блакитне паливо надходить до  провінції Районг через ГПЗ Районг та термінал для імпорту ЗПГ Мап-Та-Пхут).
Проект реалізували через TLP Cogeneration Company Limited (TLP COGEN), власниками якої є тайська Electricity Generating Public Company Limited (EGCO, створена у середині 1990-х шляхом приватизації частини активів згаданої вище EGAT) та японська Electric Power Development (J-POWER), що мають 80 % і 20 % участі відповідно.